# فراؤن‌آکر
فراؤن‌آکر (به هلندی: Vrouwenakker) یک منطقهٔ مسکونی در هلند است که در نیوکوپ واقع شده‌است. فراؤن‌آکر ۳۱۰ نفر جمعیت دارد.
نام آن به معنی «مزرعه زنان»است.